# گوسالتی
گوسالتی (به لاتین: Gusalti) یک روستا در گرجستان است که در شهرداری کازبگی واقع شده‌است. گوسالتی ۰ نفر جمعیت دارد و ۲٬۲۷۵ متر بالاتر از سطح دریا واقع شده‌است.